# Антон Шал
Антон Шал (Беч, 22. јун 1907 — 5. август 1947) био је аустријски фудбалски нападач који је играо за прослављену аустријску репрезентацију раних 1930-их која је постала позната као Вундертим. Играо је и за Адмиру из Беча, а касније је водио Базел. Обично свестрани левоноги нападач или крило, Шал се сматра једним од највећих аустријских фудбалера. Брз, вешт нападач, Шал је поседовао фину завршницу и одличну нападачку интелигенцију. Касније у својој каријери Шал је играо као дефанзивац.
Његов успех са националним тимом укључивао је пласман на друго место на Међународном купу Централне Европе 1927—30., титулу на Међународном купу Централне Европе 1931—32. као најбољи стрелац за Аустрију и долазак до полуфинала на Светском првенству у фудбалу 1934.
Након играчке каријере, Шал, који је патио од ретког срчаног обољења, преселио се у Швајцарску и преузео Базел као клупски тренер у сезони 1946–47. Шал је предводио Базел до освајања Купа Швајцарске резултатом 3-0 у финалу против Лозане. Међутим, умро је убрзо након тога у 40. години током тренинга на фудбалском терену. Капитен тима Ернст Хуфшмид је потом преузео Базел као тренер.